# Stadsschuur Middelburg

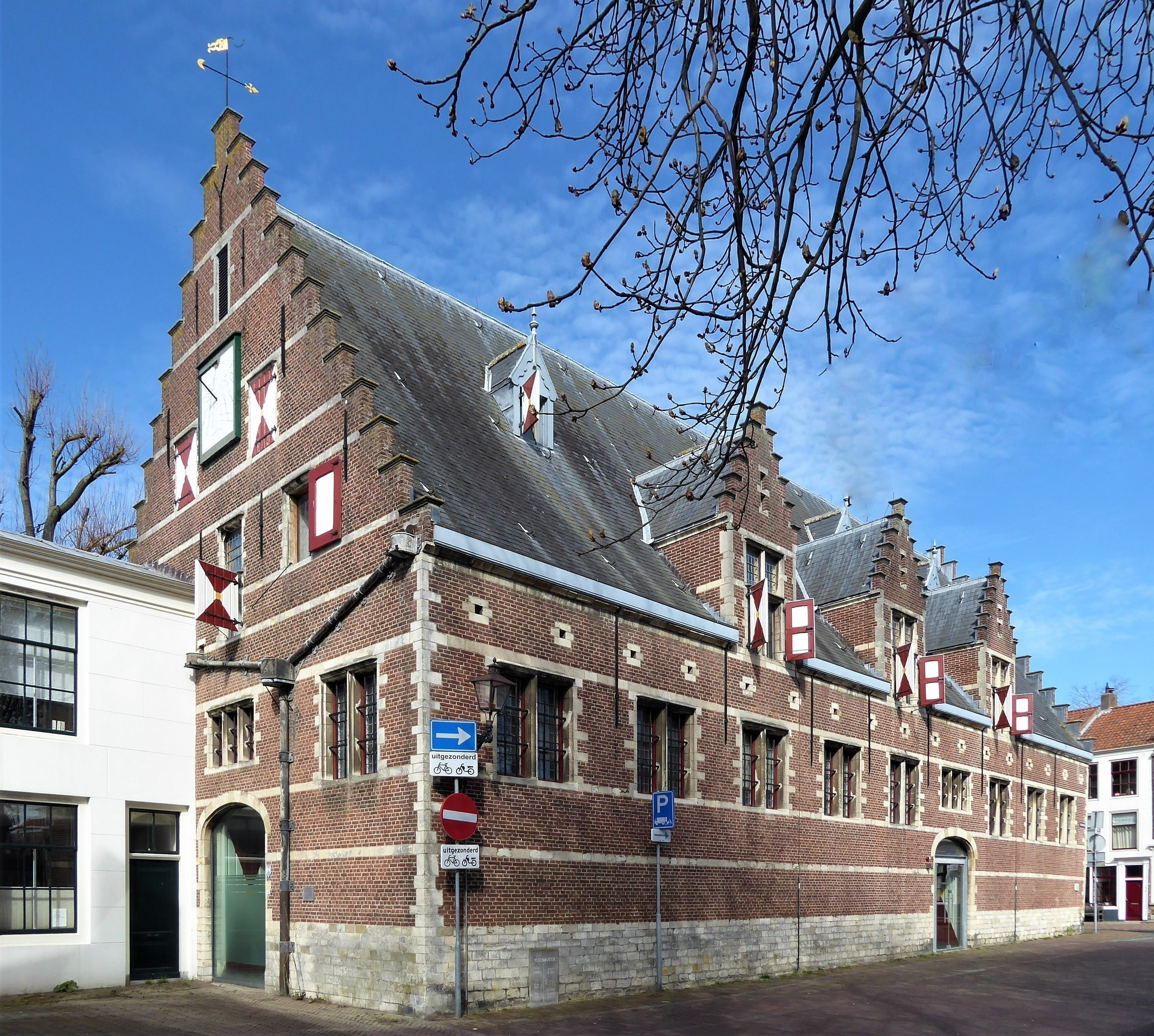
Stadsschuur Middelburg

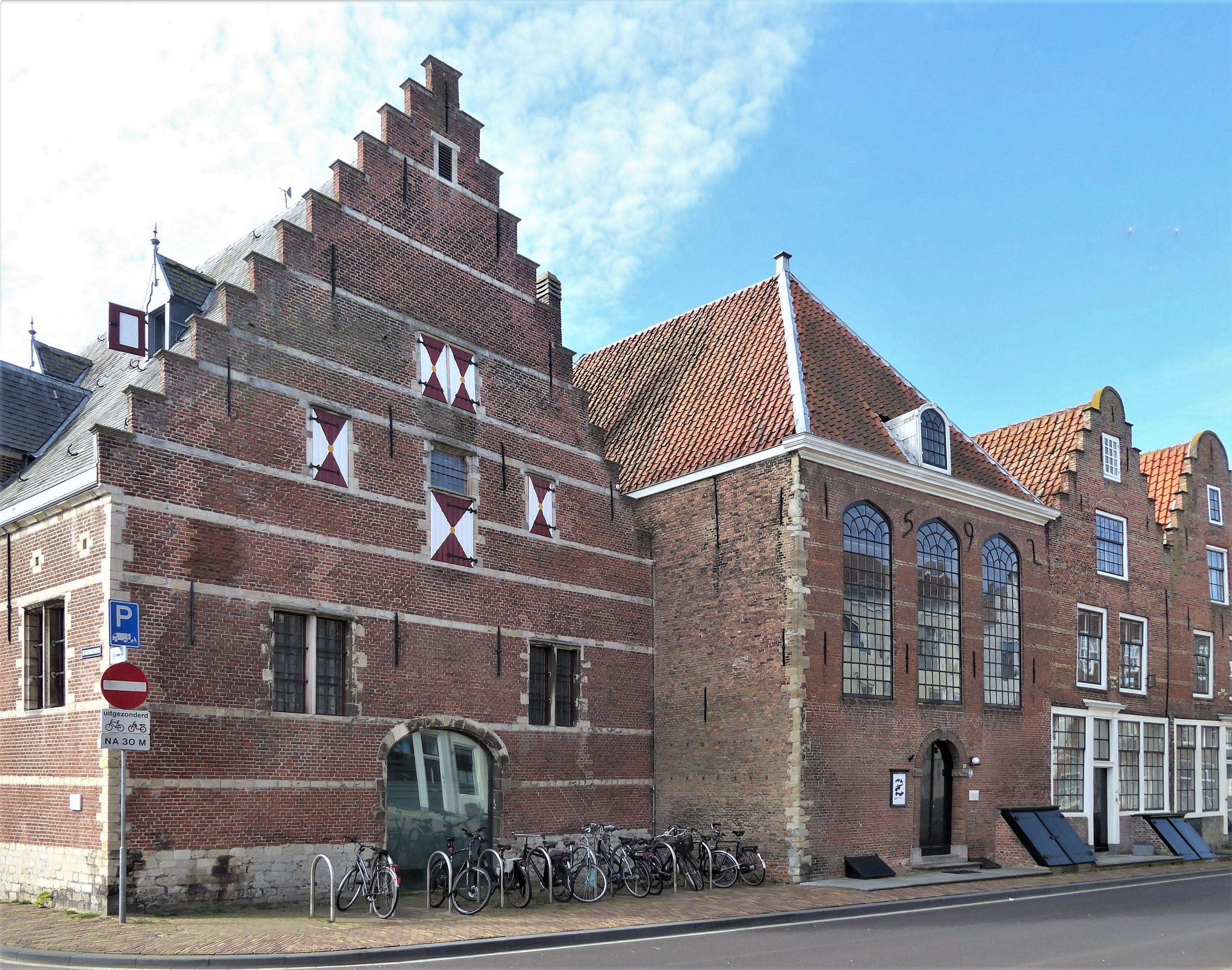
Nordseite, rechts die frühere Doopsgezinde Kerk

Die Stadsschuur (deutsch: Stadtscheune) ist ein denkmalgeschütztes Bauwerk in Middelburg in der niederländischen Provinz Zeeland. Die Einstufung als Rijksmonument erfolgte 1966.

## Geschichte
Das Bauwerk wurde 1585 im Stil der niederländischen Renaissance erbaut und erst nach dem Abriss der alten Stadtscheune 1642 als städtisches Lager hergerichtet. Die hauptsächlich in Backstein ausgeführte Fassade des langgestreckten Gebäudes wird durch Natursteinlagen gegliedert. An den Seiten befinden sich Stufengiebel, während sich an der Längsseite nach Osten drei kleinere Giebel mit Fensteröffnungen befinden. Nach einer Teilrenovierung um 1800, bei der Veränderungen vorgenommen wurden, folgte um 1900 eine Restaurierung, bei der die Treppengiebel erneuert und die Südfassade mit einer hölzernen Sonnenuhr, die aus dem Jahr 1682 stammt, ausgestattet wurde. Im Jahr 2001 wurde das Gebäude grundlegend restauriert.
Unmittelbar westlich grenzt das Gebäude an die ehemalige Doopsgezinde Kerk.